# Johanne Falardeau
Johanne Falardeau (* 1961) ist eine kanadische Badmintonspielerin.

## Karriere
Johanne Falardeau gewann 1982 ihren ersten Titel in Kanada. Sieben weitere folgten bis 1990. 1982 siegte sie sowohl im Doppel als auch im Mixed bei den French Open. 1983 gewann sie die US Open, 1985 die Canadian Open. Bei den US Open 1987 war sie einmal mehr sowohl im Doppel als auch im Mixed erfolgreich. 1982 siegte sie bei den Commonwealth Games im Doppel mit Claire Backhouse. Bei der Weltmeisterschaft 1983 wurden sie Fünfte.

## Sportliche Erfolge
| Saison  | Veranstaltung                   | Disziplin   | Platz | Name                                         |
| ------- | ------------------------------- | ----------- | ----- | -------------------------------------------- |
| 1976    | Kanada: Juniorenmeisterschaften | Mixed       | 1     | Keith Priestman / Johanne Falardeau, ON / QC |
| 1977    | Kanada: Juniorenmeisterschaften | Damendoppel | 1     | M. Bellavance / Johanne Falardeau,QC         |
| 1978    | Kanada: Juniorenmeisterschaften | Mixed       | 1     | K. McQuaid / Johanne Falardeau, PEI / QC     |
| 1978    | Kanada: Juniorenmeisterschaften | Dameneinzel | 1     | Johanne Falardeau, QC                        |
| 1978    | Kanada: Juniorenmeisterschaften | Damendoppel | 1     | Johanne Falardeau / Linda Cloutier, QC       |
| 1982    | Kanada: Einzelmeisterschaften   | Dameneinzel | 1     | Johanne Falardeau                            |
| 1982    | French Open                     | Damendoppel | 1     | Johanne Falardeau / Linda Cloutier           |
| 1982    | French Open                     | Mixed       | 1     | Bob MacDougall / Johanne Falardeau           |
| 1982    | Commonwealth Games              | Damendoppel | 1     | Johanne Falardeau / Claire Backhouse         |
| 1983    | Kanada: Einzelmeisterschaften   | Damendoppel | 1     | Johanne Falardeau / Claire Backhouse         |
| 1983    | US Open                         | Damendoppel | 1     | Johanne Falardeau / Claire Backhouse         |
| 1983    | Weltmeisterschaft               | Damendoppel | 5     | Johanne Falardeau / Claire Backhouse         |
| 1984    | Kanada: Einzelmeisterschaften   | Damendoppel | 1     | Johanne Falardeau / Claire Backhouse         |
| 1985    | Canadian Open                   | Damendoppel | 1     | Johanne Falardeau / Denyse Julien            |
| 1985    | Kanada: Einzelmeisterschaften   | Damendoppel | 1     | Johanne Falardeau / Denyse Julien            |
| 1986    | Kanada: Einzelmeisterschaften   | Damendoppel | 1     | Johanne Falardeau / Denyse Julien            |
| 1986    | Kanada: Einzelmeisterschaften   | Mixed       | 1     | Mike Butler / Johanne Falardeau              |
| 1986    | US Open                         | Mixed       | 1     | Mike Butler / Johanne Falardeau              |
| 1986    | US Open                         | Damendoppel | 1     | Johanne Falardeau / Denyse Julien            |
| 1988/89 | Kanada: Einzelmeisterschaften   | Damendoppel | 1     | Johanne Falardeau / Denyse Julien            |
| 1989    | Weltmeisterschaft               | Damendoppel | 9     | Johanne Falardeau / Denyse Julien            |
| 1990    | Kanada: Einzelmeisterschaften   | Mixed       | 1     | Andrew Muir / Johanne Falardeau              |